# هیلاری پاتنم
هیلاری وایتهال پاتنم (به انگلیسی: Hilary Whitehall Putnam) ‏
(۱۹۲۶ - ۲۰۱۶) یک فیلسوف، ریاضی‌دان و آمریکایی یهودی‌تبار است که بیشتر به خاطر فعالیت‌هایش در حوزهٔ فلسفه تحلیلی در دههٔ ۶۰ میلادی به خصوص بر روی فلسفه ذهن، فلسفه زبان و فلسفه علم معروف است.

## زندگی
هیلاری وایتهال پاتنم در ۳۱ ژوئیه ۱۹۲۶ در شیکاگو، ایلینوی چشم به جهان گشود. تا ۱۹۳۴ که با خانواده‌اش به ایالات متحده آمریکا بازگشت در فرانسه زندگی کرد. مادرش یک یهودی و پدر وی نویسنده و مترجمی سرشناس با تمایلات کمونیستی بود. پاتنم در سال ۱۹۴۸ موفق به اخذ مدرک کارشناسی در فلسفه و ریاضیات از دانشگاه پنسیلوانیا شد. سپس تحصیلات تکمیلی‌اش را ابتدا در دانشگاه هاروارد و سپس در دانشگاه یو سی ال ای گذراند و در سال ۱۹۵۱ فارغ‌التحصیل شد. استادان او هانس رایشنباخ و رودلف کارنپ هر دو از پوزیتیویست‌های منطقی بودند، یعنی همان مکتبی که رد دیدگاه‌های آن، از تلاش‌های اصلی پاتنم بود.
وی نخست به تدریس فلسفه در دانشگاه نورث وسترن مشغول شد و سپس به دانشگاه پرینستون، جایی که رودلف کارنپ و گئورگ کرایزل (به انگلیسی: Georg Kreisel)، استادان برجسته حوزهٔ منطق ریاضی، به تدریس اشتغال داشتند نقل مکان کرد و اقبال همکاری و آموختن از ایشان را یافت. پاتنم در سال ۱۹۶۲ با روث آنا ژاکوب (به انگلیسی: Ruth Anna Jacobs) که خود از مفسران مهم سنت پراگماتیسم آمریکایی در دانشگاه کالیفرنیا بود ازدواج کرد. وی سال‌هایی را هم به آموزش فلسفه علم در مؤسسه فناوری ماساچوست گذراند و از آن پس تا هنگام بازنشستگی به تدریس در مقام استاد فلسفه در دانشگاه هاروارد خدمت نمود.

## فلسفه علم
تا پیش از دهه هفتاد، در فلسفه علم از طرفداران اصلی رئالیسم علمی محسوب می‌شد. برهان معجزه نبودن او مطرح می‌کند که موفقیت علم تنها با قبول دیدگاه‌های واقع‌گرایانه در علم قابل توضیح است. به عبارت دیگر اگر واژه‌های نظری در نظریات موفق علمی، به چیزی در عالم ارجاع ندهند یا احکام موجود در این نظریات صادق نباشند آنگاه موفقیت این نظریات همانند یک معجزه خواهد بود.

## فلسفه ذهن
تا اواخر دهه هفتاد از مدافعان دیدگاه کارکردگرایی در فلسفه ذهن محسوب می‌شد. او مخالف نظریه این‌همانی حالت‌های ذهنی و فیزیکی است. پاتنم از مبدعان دیدگاه کارکردگرایی است. برخلاف دیدگاه معروف به این‌همانی که در آن هر حالت ذهنی با یک رویداد فیزیکی مرتبط با اعصاب اینهمان است، در این دیدگاه مطرح می‌شود که یک رویداد ذهنی مثل درد تنها با یک فرایند فیزیکی خاص قابل تعین نیست. به عبارت دیگر هر حالت ذهنی می‌تواند تعینهای چندگانه داشته باشد.
اولین صورت‌بندی کارکردگرایی توسط خود پاتنم صورت گرفت. امروز دیدگاه او با عنوان کارکردگرایی ماشینی (به انگلیسی: Machine-state Functionalism) معروف است. او دیدگاهش را از شباهتی الهام می‌گیرد که ممکن است میان ذهن و میان ماشین تورینگ وجود داشته باشد.

## فلسفه زبان
دیدگاه پاتنم در فلسفه زبان در اواسط دهه هفتاد ارائه شد. رویکرد او در این حوزه دیدگاه‌های بعدی او، در حوزه‌های دیگر، را شکل داد. پاتنم در فلسفهٔ زبان همراه با تیلر برج (به انگلیسی: Tyler Burge) نظریه بیرونی گرایی معنایی (به انگلیسی: Semantic Externalism) را مطرح کرد. پیش از آنها سول کریپکی (به انگلیسی: Saul Kripke) مطرح کرده بود که اسامی خاص (همانند حسن) و واژه‌های انواع طبیعی (همانند آب) مستقیماً، یعنی مستقل از اینکه چه توصیفاتی از آن واژه‌ها در ذهن داشته باشیم، به اشیاء یا انواع خاصی دلالت می‌کنند. پاتنم دیدگاهی مشابه کریپکی در مورد واژه‌های انواع طبیعی مطرح می‌کند. او با ارائه چند آزمایش فکری استدلال‌هایی علیه فردگرایی و ذهن‌گرایی مطرح می‌کند. فردگرایی مطرح می‌کند که معنای واژه‌های نظری می‌توانند مستقل از محتوای ذهنی افراد دیگر جامعه متعین شوند و ذهن‌گرایی دیدگاهی قوی‌تر از فردگرایی است که می‌گوید مرجع واژه‌ها مستقل از جامعه و محیط متعین می‌شوند.

### علیه فردگرایی
استدلال پاتنم علیه فردگرایی در مورد واژه‌هایی است که به انواع متفاوتی، که به لحاظ ظاهری بسیار مشابه هم هستند، ارجاع می‌دهند. به عنوان مثال نارون سرخ و راش ظاهر بسیار مشابهی دارند. افراد عادی قادر به تشخیص آنها از هم نیستند و محتوای ذهنی آنها، هنگام صحبت از هر کدام از آنها با هم یکسان است، تنها متخصصان می‌توانند آن دو را تفکیک کنند. امّا زمانی که افراد عادی هر کدام از این دو واژه را به کار می‌برند، می‌توانند موفق به ارجاع شوند. در واقع افراد عادی موفق به ارجاع می‌شوند، چون دانشمندان قادر به تشخیص این دو هستند؛ بنابراین، مرجع واژه تنها به وسیله محتوای درونی ذهن یک فرد متعین نمی‌شود. پاتنم این را تقسیم کار زبان شناختی (به انگلیسی: Division of Language Labor) می‌نامد.

### علیه ذهن‌گرایی
آزمایش فکری معروف همتای زمین (به انگلیسی: Twin Earth Thought Experiment)، دیدگاه قوی‌تر، یعنی ذهن‌گرایی را نیز زیر سؤال می‌برد. اگر در جهانی مشابه جهان ما ماده‌ای مشابه آب، امّا با فرمول شیمیایی کاملاً متفاوت وجود داشته باشد، واژهٔ آب به آن ماده ارجاع نمی‌دهد. نکته مهم در این آزمایش این است که حتی زمانی که دانشمندان هنوز قادر به تشخیص این دو ماده از هم نبوده‌اند، نیز باز آب تنها به آب ارجاع می‌داده‌است. پاتنم با استدلال خود نتیجه می‌گیرد که واژه‌های نظری علم (همانند جاذبه، جرم، ژن و…)، مستقل از نظریه و توصیفاتی که یک نظریه از آن واژه‌ها ارائه می‌کند، به انواع اشاره می‌کنند. معنای واژه‌های «سرعت»، «جرم»، «طول» نسبت به یک نظریه خاص مثل نظریه نیوتن یا اینشتین تغییر نمی‌کنند. این دیدگاه برای پاتنم تأیید دیگری بر رئالیسم علمی را به همراه دارد.

## فلسفه ریاضیات
پاتنم در فلسفه ریاضیات در استدلالی که به عنوان استدلال اجتناب‌ناپذیر بودن کواین-پاتنم (به انگلیسی: Quine-Putnam indispensability argument) معروف است مشارکت داشته. این استدلال ساده‌ای است به این صورت که ما به همهٔ هویاتی که بودنشان در نظریات خوب علمی اجتناب ناپذیر هستند باید تعهد هستی‌شناختی داشته باشیم و چون هویات ریاضی برای نظریات خوب علمی اجتناب ناپذیر هستند پس به این هویات نیز باید تعهد هستی شناسانه داشته باشیم.
همچنین پاتنم در فلسفه ریاضیات از روش شبه تجربی (به انگلیسی: Quasi Empirical) صحبت می‌کند. به نظر پاتنم در ریاضیات همانند فیزیک و دیگر علوم تجربی، ما تنها از برهان‌های منطقی سخت استفاده نمی‌کنیم بلکه از شیوه‌های شبه تجربی نیز استفاده می‌کنیم. در ریاضیات حتی اگر به جای برهان‌های سخت، از بعضی حدس‌ها برای رسیدن به دانشی ریاضی استفاده کنیم، هنوز هم در حال ارتقای دانش ریاضی هستیم.

## معرفت‌شناسی
در معرفت‌شناسی، پاتنم با آزمایش فکری مغز در خمره (به انگلیسی: Brain in a vat) شناخته می‌شود. تصور کنید که روزی دانشمندی دیوانه، مغز ما را از جمجمه خارج کند و آن را در ماده‌ای مغذی قرار داده و زنده نگه دارد. آنگاه به وسیله سیستم کامپیوتری پیچیده‌ای، این توهم را ایجاد کند که زندگی ما همچنان به صورت عادی ادامه دارد. پاتنم به واسطه اعتقادش به نظریهٔ علّی ارجاع، معتقد است که اسم‌های غیر توصیفی به صورت مستقیم به مرجعشان ارجاع می‌دهند. به واسطه همین، با وجود اینکه ما مغز در خمره هستیم، اگر بگوییم که «من مغزی در خمره هستم»، عبارت ما عبارت صادقی نخواهد بود؛ چرا که کلمات «مغز» و «خمره» در اینجا به مغز و خمره واقعی درون جهان واقعی ارجاع نمی‌دهند، بلکه به مغز توهمی و خمره توهمی ارجاع خواهند داد. عبارت صادق نیست چون، در داستان توضیح داده شده، مغز واقعی ما در خمره‌ای واقعی قرار دارد.

## متافیزیک
در متافیزیک، پاتنم با استناد به نظریهٔ علّی ارجاع و آزمایش فکری مغز در خمره، دیدگاهی به نام رئالیسم درونی (به انگلیسی: Internal Realism) را استنتاج می‌کند. رئالیسم درونی رویکردی است که رئالیسم متافیزیکی (به انگلیسی: Metaphysical Realism) را زیر سؤال می‌برد. بنا بر رئالیسم متافیزیکی، جهان و انواعی طبیعی، مستقل از ذهن بشر وجود دارند. به عبارت دیگر حتی اگر بشر و اذهان بشر وجود نداشتند، جهان و تقسیمات طبیعی آن همچنان می‌توانست وجود داشته باشد. امّا در رئالیسم درونی هر چند جهان ممکن است به‌طور علّی مستقل از ذهن باشد امّا ساختار و تقسیمات آن تابعی از ذهن یا به عبارت دیگر تابع نظریه‌هایی هستند که توسط ذهن ارائه می‌شوند.

## پاتنم منتقد
تاکنون بزرگترین منتقد پاتنم خود پاتنم بوده‌است. پاتنم در چند دوره متفاوت فکری دیدگاه‌های پیشین خود را خود نقد کرده‌است. او اعتقادش به رئالیسم متافیزیکی را با رئالیسم درونی نقد می‌کند و در نهایت رئالیسم درونی را نیز در سالهای اخیر، با همراه کردن تعریفی عملگرایانه از صدق تعدیل کرده‌است. با ترکیب این دو دیدگاه، پاتنم فروپاشی دوگانگی سنتی امر واقع و ارزش را استنتاج می‌کند.
او همچنین نظریهٔ مطرح شده در فلسفهٔ ذهن توسط خودش به نام کارکردگرایی را نیز در اواخر دهه ۱۹۸۰ نقد کرده، و امروز کارکردگرایی را ناممکن می‌داند. تغییر دیدگاه او، در این مورد اخیر، ناظر بر تضادی است که نظریهٔ کارکردگرایی با نظریهٔ بیرونی گرایی معنایی دارد.

## افتخارات
وی در سال ۱۹۷۶ استاد منطق و ریاضیات مدرن کرسی وال‌تر بورلی پیرسن (به انگلیسی: Walter Beverley Pearson) شد و بعدها به مقام استاد فلسفه کرسی کگان (به انگلیسی: Cogan) ارتقا یافت.

## آثار

### آثار ترجمه شده
از شناخته شده‌ترین مقالات وی می‌توان از مقالات «معنای معنا»، «تقویت نظریه‌ها»، «آیا معنی‌شناسی ممکن است؟»، «تبیین و ارجاع» و «رئالیسم چیست؟» نام برد.
از کتابها نیز «فلسفهٔ منطق» ۱۹۷۱، «بازنمود و واقعیت» ۱۹۸۸، «ذهن، زبان و واقعیت» ۱۹۷۵، «عقل، صدق و تاریخ» ۱۹۸۱، «دوگانگی واقعیت/ارزش» ۲۰۰۲ و «اخلاق بدون هستی‌شناسی» ۲۰۰۴ قابل ذکر هستند.
ترجمه ده مفاله از پاتنم در این مجلد منتشر شده است: هیاری پاتنم: منتخبِ مقاله‌های فلسفی، تدوین کاوه لاجوردی، نشرنو، تهران، ۱۴۰۱. این مقاله‌ها در فاصله سال‌های ۱۹۶۰ تا ۱۹۹۰ منتشر شده‌اند.

### آثار به زبان اصلی
- The "Innateness hypothesis" and Explanatory Models in Linguistics، 1967.[۱۱]
- Philosophy of Mathematics: Selected Readings. Edited with Paul Benacerraf. Englewood Cliffs, N.J. : Prentice-Hall, 1964. 2nd ed. , Cambridge: Cambridge University Press, 1983. ISBN 0-521-29648-X
- Philosophy of Logic. New York: Harper and Row, 1971. London: George Allen and Unwin, 1972. ISBN 0-04-160009-6
- Mathematics, Matter and Method. Philosophical Papers, vol. 1. Cambridge: Cambridge University Press, 1975. 2nd. ed. ، 1985 paperback: ISBN 0-521-29550-5
- Mind, Language and Reality. Philosophical Papers, vol. 2. Cambridge: Cambridge University Press, 1975. 2003 paperback: ISBN 0-521-29551-3
- Meaning and the Moral Sciences. London: Routledge and Kegan Paul, 1978.
- Reason, Truth, and History. Cambridge: Cambridge University Press, 1981. 2004 paperback: ISBN 0-521-29776-1
- Realism and Reason. Philosophical Papers, vol. 3. Cambridge: Cambridge University Press, 1983. 2002 paperback: ISBN 0-521-31394-5
- Methodology, Epistemology, and Philosophy of Science: Essays in Honour of Wolfgang Stegmüller. edited with Wilhelm K. Essler and Carl G. Hempel. Dordrecht: D. Reidel, 1983.
- Epistemology, Methodology, and Philosophy of Science: Essays in Honour of Carl G. Hempel. edited with Wilhelm K. Essler and Wolfgang Stegmüller. Dordrecht: D. Reidel, 1985.
- The Many Faces of Realism. La Salle, Ill. : Open Court, 1987. ISBN 0-8126-9043-5
- Representation and Reality. Cambridge, Mass. : MIT Press, 1988. ISBN 0-262-66074-1
- Realism with a Human Face. edited by James F. Conant. Cambridge, Mass. : Harvard University Press, 1990. ISBN 0-674-74945-6
- Renewing Philosophy. Cambridge, Mass. : Harvard University Press, 1992. ISBN 0-674-76094-8
- Pursuits of Reason: Essays in Honor of Stanley Cavell. edited with Ted Cohen and Paul Guyer. Lubbock: Texas Tech University Press, 1993. ISBN 0-89672-266-X
- Words and Life. edited by James F. Conant. Cambridge, Mass. : Harvard University Press, 1994. ISBN 0-674-95607-9
- Pragmatism: An Open Question. Oxford: Blackwell, 1995. ISBN 0-631-19343-X
- The Threefold Cord: Mind, Body, and World. New York: Columbia University Press, 1999. ISBN 0-231-10287-9
- Enlightenment and Pragmatism. Assen: Koninklijke Van Gorcum, 2001. 48pp.
- The Collapse of the Fact/Value Dichotomy and Other Essays. Cambridge, Mass. : Harvard University Press, 2002. Description. ISBN 0-674-01380-8
- Ethics Without Ontology. Cambridge, Mass. : Harvard University Press, 2002. ISBN 0-674-01851-6
- Jewish Philosophy as a Guide to Life: Rosenzweig, Buber, Levinas, Wittgenstein. Bloomington: Indiana University Press, 2008.

## آثار راجع به پاتنم
- Y. Ben-Menahem (ed.), Hilary Putnam, Contemporary Philosophy in Focus, Cambridge University Press, Cambridge, 2005.
- P. Clark-B. Hale (eds.), Reading Putnam, Blackwell, Cambridge (Massachusetts)-Oxford 1995.
- C.S. Hill (ed.), The Philosophy of Hilary Putnam, Fayetteville, Arkansas 1992.
- M. Rüdel, Erkenntnistheorie und Pragmatik: Untersuchungen zu Richard Rorty und Hilary Putnam, (Dissertation) Hamburg 1987.
- Maximilian de Gaynesford Hilary Putnam McGill-Queens University Press / Acumen, 2006.

## جستارهای خارجی
- Harvard University Philosophy Faculty page
- An extensive bibliography
- An extensive directory بایگانی‌شده  در ۱۶ ژوئیه ۲۰۱۱ توسط Wayback Machine
- London Review of Books contributor page
- Hilary Putnam: On Mind, Meaning and Reality بایگانی‌شده  در ۳ مارس ۲۰۱۶ توسط Wayback Machine, Interview by Josh Harlan, The Harvard Review of Philosophy, spring 1992.
- Putnam, Hilary and Ruth Anna, "The Quarrel Between Poetry and Philosophy", read to the Santayana Society at its annual meeting in New York on December 28, 1995.
- "To Think with Integrity" بایگانی‌شده  در ۳ مارس ۲۰۱۶ توسط Wayback Machine, Hilary Putnam's Farewell Lecture, The Harvard Review of Philosophy, Spring 2000.
- Putnam, "The Depths and Shallows of Experience", video lecture، دانشگاه کالیفرنیا، سانتا باربارا، September 1, 2003. Comments by Hubert Schwyzer and Bruno Latour.
- Putnam, "The Fact/Value Dichotomy and its critics"; Roundtable on Externalism audio/video lecture, audio discussion, March 2007، University College Dublin.
- Hilary Putnam - Externalism: Its Motivation And Its Critics, video of a lecture, delivered at Harvard University on October 4, 2007
- A short film about the Putnam-Rorty debate and its influence on the pragmatist revival در یوتیوب
- The Moscow Center for Consciousness Studies video interview with Hilary Putnam 2010-04-21